# Lower Wyke
Lower Wyke – wieś w Anglii, w hrabstwie Hampshire, w dystrykcie Test Valley. Leży 20 km na północ od miasta Winchester i 95 km na zachód od Londynu.